# Station Chocques
Station Chocques is een spoorwegstation in de Franse gemeente Chocques, eigendom van de SNCF.

## Ligging
Het station bevindt zich op kilometer 235,804 van de lijn Arras - Duinkerke tussen de stations van Béthune en Lillers, op een hoogte van 28 m.

## Geschiedenis
Gesloten als goederenstation op 21 december 2010.